# AIM2
AIM2 (англ. Absent in melanoma 2) – білок, який кодується однойменним геном, розташованим у людей на короткому плечі 1-ї хромосоми.  Довжина поліпептидного ланцюга білка становить 343 амінокислот, а молекулярна маса — 38 954.
| 10         |  | 20         |  | 30         |  | 40         |  | 50         |
| ---------- |  | ---------- |  | ---------- |  | ---------- |  | ---------- |
| MESKYKEILL |  | LTGLDNITDE |  | ELDRFKFFLS |  | DEFNIATGKL |  | HTANRIQVAT |
| LMIQNAGAVS |  | AVMKTIRIFQ |  | KLNYMLLAKR |  | LQEEKEKVDK |  | QYKSVTKPKP |
| LSQAEMSPAA |  | SAAIRNDVAK |  | QRAAPKVSPH |  | VKPEQKQMVA |  | QQESIREGFQ |
| KRCLPVMVLK |  | AKKPFTFETQ |  | EGKQEMFHAT |  | VATEKEFFFV |  | KVFNTLLKDK |
| FIPKRIIIIA |  | RYYRHSGFLE |  | VNSASRVLDA |  | ESDQKVNVPL |  | NIIRKAGETP |
| KINTLQTQPL |  | GTIVNGLFVV |  | QKVTEKKKNI |  | LFDLSDNTGK |  | MEVLGVRNED |
| TMKCKEGDKV |  | RLTFFTLSKN |  | GEKLQLTSGV |  | HSTIKVIKAK |  | KKT        |

A: Аланін

C: Цистеїн

D: Аспарагінова кислота

E: Глутамінова кислота

F: Фенілаланін

G: Гліцин

H: Гістидин

I: Ізолейцин

K: Лізин

L: Лейцин

M: Метіонін

N: Аспарагін

P: Пролін

Q: Глутамін

R: Аргінін

S: Серин

T: Треонін

V: Валін

Задіяний у таких біологічних процесах як апоптоз, імунітет, вроджений імунітет, запальна відповідь, поліморфізм. 
Білок має сайт для зв'язування з ДНК. 
Локалізований у цитоплазмі, ядрі.